# 条段法

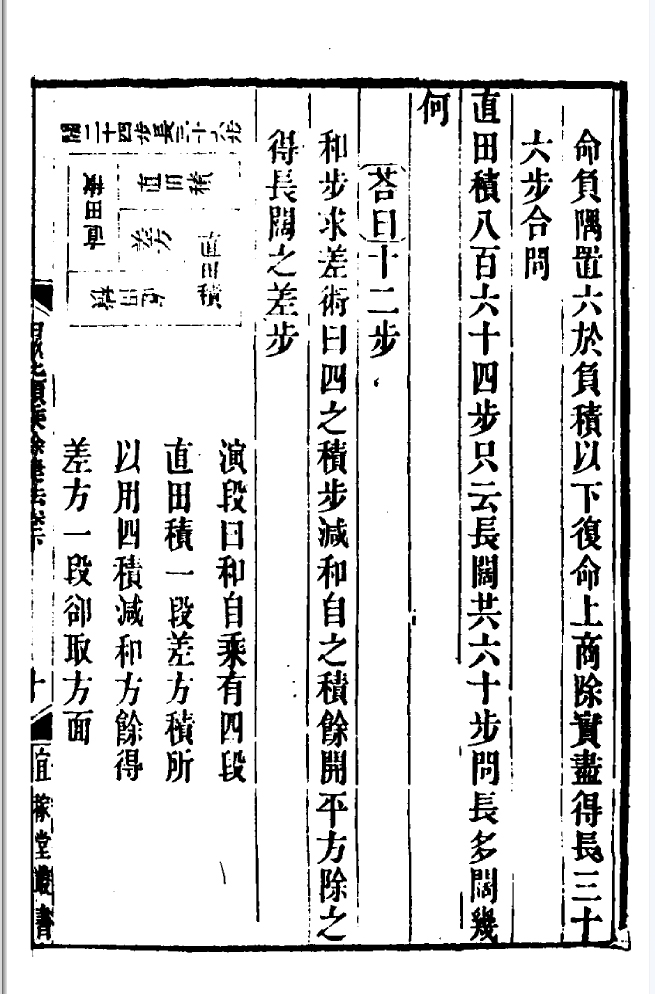
刘益演段术 见杨辉《田亩比类乘除捷法》卷下第六问

条段法又称演段术是根据刘徽赵爽《九章算术》中推证几何图形的面积或体积的出入相补原理发展出来的以几何方法建立代数方程的方法。北宋数学家刘益在《议古根源》中最先将出入相补发展成为演段术一百问。
其后北宋数学家蒋周所著的《益古集》的条段法今也失传，但成元代数学家李冶曾以《益古集》作为 《益古演段》的蓝本。《益古演段》便成为保存宋元时代演段法的最完整的文献。

## 刘益演段术

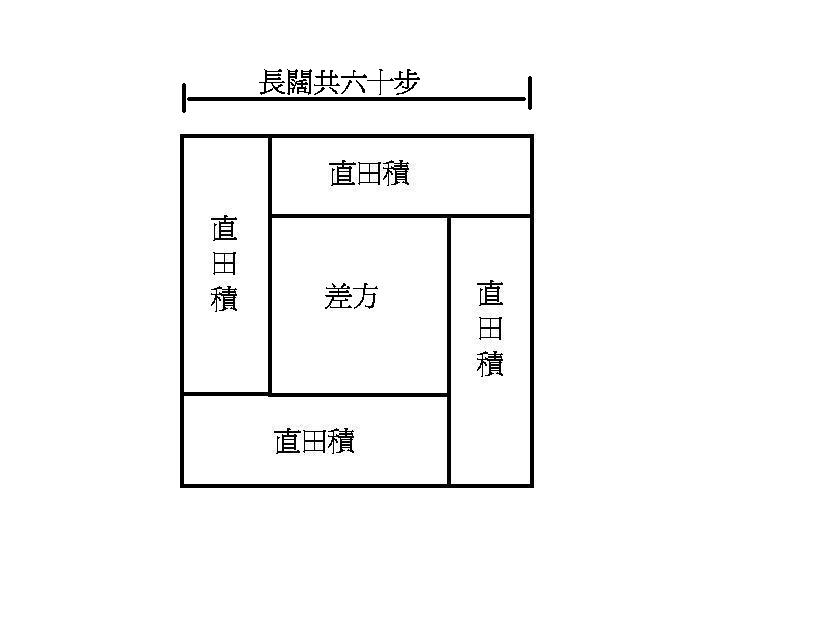
刘益演段图

刘益《议古根源》一书今已失传，但在南宋数学家杨辉的著作中还保留《议古根源》演段术的片段。
杨辉《田亩比类乘除捷法》卷下：中山刘先生序谓算之术入则诸门出则直田；《议古根源》故立演段百问，盖欲演算之片断也，知片断则能穷根源。
第六问：直田积八百六十四步，只云长阔共六十步，问长多阔几何？
答曰十二步。
演段曰：和自乘有四段直田积一段差方积，所以用四积减和方余得差方一段，卻取方面。
长阔差的平方 = {\displaystyle (60)^{2}-4*864=144}
所以 长阔差 = 12